# Aegiphila sordida
Aegiphila sordida es una especie de planta con flor en la familia Lamiaceae. 
Es endémica de Bolivia y Perú. 

## Taxonomía
Aegiphila sordida fue descrita por Harold Norman Moldenke y publicado en Brittonia 1(3): 192–193. 1932.